# Barilius chatricensis
Espèce
Statut de conservation UICN

 VU D2 : Vulnérable
Barilius chatricensis est une espèce de poissons de la famille des Cyprinidae. Connue qu'à travers sa description originale, elle a été découverte dans la rivière Chatrickong, en Inde.

## Systématique
L'espèce Barilius chatricensis a été décrite en 2002 par Keishing S. Selim (d) et Waikhom Vishwanath (d).

## Distribution et habitat
Barilius chatricensis a seulement été observé dans la rivière Chatrickong, dans le Manipur, dans le Nord-Est de l'Inde. Il apprécie les tronçons montagneux de rivière où le courant est particulièrement fort.

## Description
Le holotype de Barilius chatricensis mesurait 86,4 mm et les paratypes de 58,6 à 89,0 mm.
Sa coloration générale est gris argenté, plus foncé sur le dos. De sept à huit bandes transversales bleues sont présentes sur les flancs. La nageoire anale ainsi que les pectorales et ventrales sont teintées d'orange. 

## Protection
L'UICN qualifie cette espèce de « vulnérable » en raison de l'unique observation effectuée en 2002. De plus, la région dans laquelle cette observation a eu lieu est touchée par la déforestation  : cette activité pourrait affecter b; chatricensis.

## Étymologie
Son épithète spécifique, composée de chatric et du suffixe latin -ensis, « qui vit dans, qui habite », lui a été donnée en référence au lieu de sa découverte, la rivière Chatrickong. 

## Publication originale
- (en) Keishing S. Selim et Waikhom Vishwanath, « A new cyprinid fish species of Barilius Hamilton from the Chatrickong river, Manipur, India », Journal of the Bombay Natural History Society, Bombay, Bombay natural history society et inconnu, vol. 99, no 2,‎ août 2002, p. 267-270 (ISSN 0006-6982, OCLC 1536710, lire en ligne).